# تثبيط الإشعاع
تثبيط الإشعاع (بالإنجليزية: Radiation damping)‏ في فيزياء المسرعات هو وسيلة للحد من انبعاثية شعاع جسيم مشحون ذو سرعة عالية عن طريق إشعاع سنكروتروني. يوجد طريقتان رئيسيتان لاستخدام تثبيط الإشعاع لخفض الانبعاثية شعاع جسيم.

## وصلات خارجية
- SLAC damping rings home page, including a non-technical description of the damping rings at مركز المعجل الخطي ستانفورد.
- Studies Pertaining to a Small Damping Ring for the International Linear Collider, a report describing the constraints on minimum damping ring size.